# Étang de Cambuston
Pour les articles homonymes, voir Petit Étang.
L'étang de Cambuston, ou Petit Étang, est une mare littorale de l'île de La Réunion, département d'outre-mer français dans le sud-ouest de l'océan Indien. D'une superficie d'environ 1,3 hectare, il est situé à 3 mètres d'altitude au sein du parc du Colosse, sur la côte de la commune de Saint-André, dans le nord-est de l'île.